# Муганза
Муганза (суахили и англ. Muganza) — небольшой город и община (ward / shehia) на северо-западе Танзании, на территории области Кагера. Входит в состав округа Нгара.

## Географическое положение
Город находится в юго-западной части области, вблизи границы с Бурунди, на высоте 1532 метров над уровнем моря.
Муганза расположена на расстоянии приблизительно 216 километров к юго-западу от города Букоба, административного центра провинции и на расстоянии приблизительно 1040 километров к северо-западу от столицы страны Дар-эс-Салама.

## Население
По данным официальной переписи 2012 года численность населения Муганзы составляла 15 000 человека, из которых мужчины составляли 46,9 %, женщины — соответственно 53,1 %.

## Транспорт
Ближайший аэропорт расположен в городе Нгара.